# Rushmere (nära Lowestoft)
Rushmere är en by och en civil parish i distriktet East Suffolk i Storbritannien.   Den ligger i grevskapet Suffolk och riksdelen England, i den sydöstra delen av landet, 160 km nordost om huvudstaden London. Orten har 78 invånare (2001). Byn nämndes i Domedagsboken (Domesday Book) år 1086, och kallades då Riscemare/Ryscemara.
Kustklimat råder i trakten. Årsmedeltemperaturen i trakten är 9 °C. Den varmaste månaden är augusti, då medeltemperaturen är 16 °C, och den kallaste är februari, med 2 °C.